# Proterocosma
Proterocosma là một chi bướm đêm thuộc họ Cosmopterigidae.